# ولایت‌های ژاپن

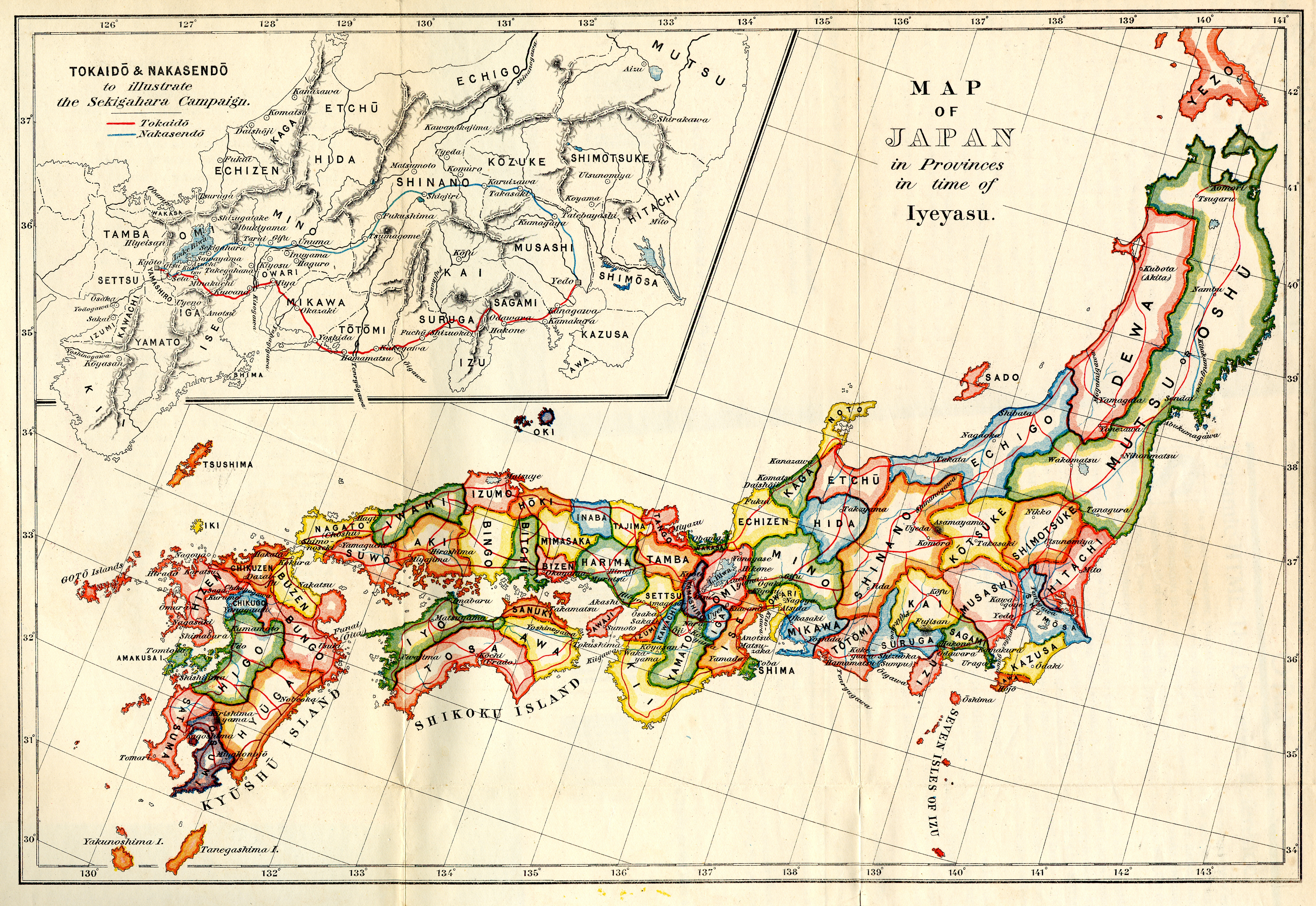
ولایت‌های ژاپن در حدود ۱۲۵۵ ، منتشر شده در سال ۱۹۰۳.

ولایت‌های ژاپن (انگلیسی: Provinces of Japan) بخش‌های اداری سطح اول ژاپن از سالهای ۶۰۰ تا ۱۸۶۸ بودند. ولایت‌ها در اواخر قرن هفتم در ژاپن تحت سیستم قانون ریتسوریو که اولین حکومت مرکزی را تشکیل داد، تأسیس شدند.